# Schoenobius damienella
Schoenobius damienella là một loài bướm đêm trong họ Crambidae.